# Norton Manx-serie
De Norton Manx-serie is een serie racemotorfietsen van het merk Norton die succesvol was in de jaren veertig en in de jaren vijftig in de 350- en de 500cc-klasse.

## Voorgeschiedenis

### Norton CJ1 en Norton International
De basis voor de Norton Manx was eigenlijk al in 1927 gelegd, toen Walter Moore de Norton CS1 en Norton CJ1 ontwikkelde. Dat waren racemotoren die al voorzien waren van een bovenliggende nokkenas die door een koningsas werd aangedreven. Moore ontwikkelde ook een nieuw semi-dubbel wiegframe dat de bijnaam "garden gate frame" kreeg. Het had een ongeveerd (star) achterframe en een girder-voorvork.
Na het vertrek van Moore ontwikkelde Arthur Carroll onder leiding van Joe Craig uit de CS1 de Norton International. In de jaren 1937 en 1938 verbeterde Craig de ontwerpen, die in die tijd de officiële namen International Model 40 (350 cc) en International Model 30 (500 cc) kregen. Ze werden in de jaren dertig zowel als fabrieksracer en als productieracer gebouwd, maar tot 1936 waren er weinig verschillen tussen de versies.
In 1936 begon Craig sterke verbeteringen aan de fabrieksracers aan te brengen. Ze kregen een dubbele bovenliggende nokkenas en een nieuwe boring-slagverhouding, waarbij de boring groter en de slag korter werd. Dat maakte het gebruik van grotere kleppen inclusief carburateur mogelijk, terwijl ook hogere toerentallen konden worden gedraaid zonder dat de zuigersnelheid te hoog werd. Deze machines konden door hun compressieverhouding van 11:1 niet op normale benzine rijden. Ze gebruikten een mengsel van 50% benzine en 50 % benzol. Daardoor steeg het vermogen van 38 naar 50 pk bij 6.500 tpm. Bovendien kreeg het Garden gate frame langere en sterkere onderbuizen om de plaatsing van plunjervering mogelijk te maken. Ook de voorvork werd vervangen: er kwam een telescoopvork met dubbele veren, maar zonder demping. Die zorgde voor een grotere dynamische aslastverplaatsing tijdens het remmen. Daardoor kon er harder worden geremd en werd de voorrem voorzien van een conische naaf en een luchthapper voor de koeling. Privérijders konden deze nieuwe machine niet kopen, maar ze konden hun Norton International wel voorzien van het nieuwe frame met plunjervering, een megafoonuitlaat, conische remnaven en de "wrap around" olietank met grote vulbuis. Deze modellen werden verkocht als International Model 30 en Model 40 Manx Grand Prix, een verwijzing naar de amateurversie van de Isle of Man TT, de Manx Grand Prix. Vooral de Internationals waren in de jaren dertig erg succesvol met vijf Europese titels in de 500cc-klasse en vier in de 350cc-klasse en daarnaast zeven overwinningen in de Senior TT en ook zeven in de Junior TT.
In 1939 verliet Craig het bedrijf, omdat hij vond dat men een viercilinder zou moeten bouwen om de dreiging van de Duitse en Italiaanse machines met meercilinders en compressoren het hoofd te bieden, wat Norton weigerde. De Tweede Wereldoorlog onderbrak de ontwikkeling van nieuwe motoren. Na de oorlog kwamen de machines weer terug, ditmaal met de officiële aanduidingen 30M en 40M.

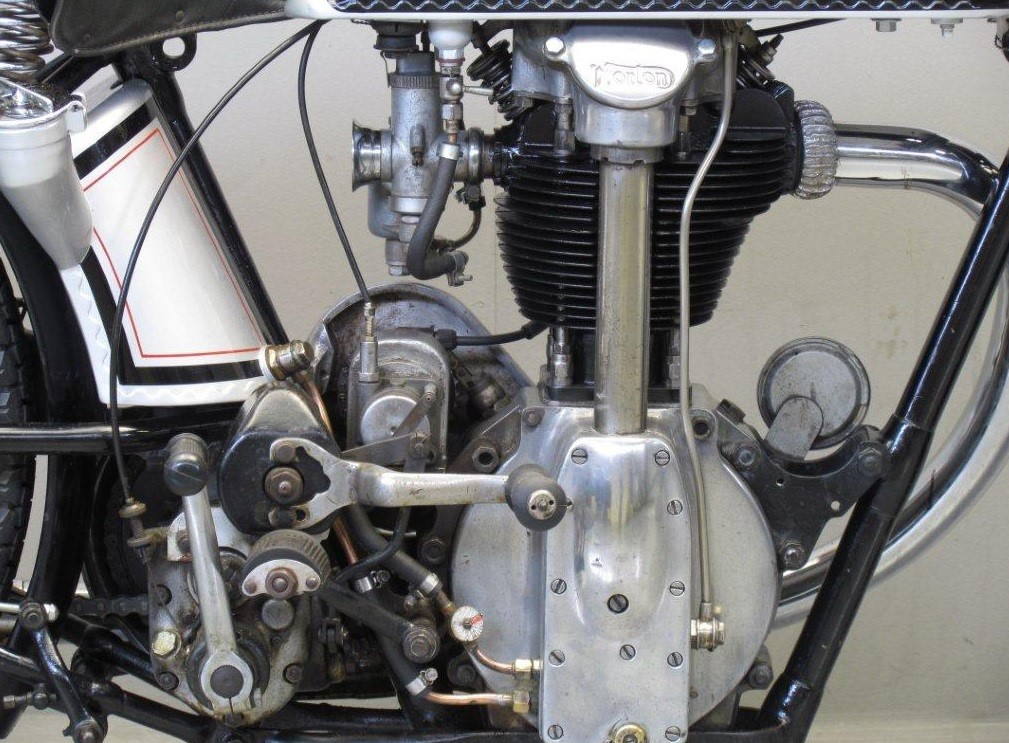
De CS1 "Cricket bat"-koningsasmotor van Walter Moore. De ontstekingsmagneet (achter de cilinder) wordt aan de linkerkant door de primaire aandrijving aangedreven.
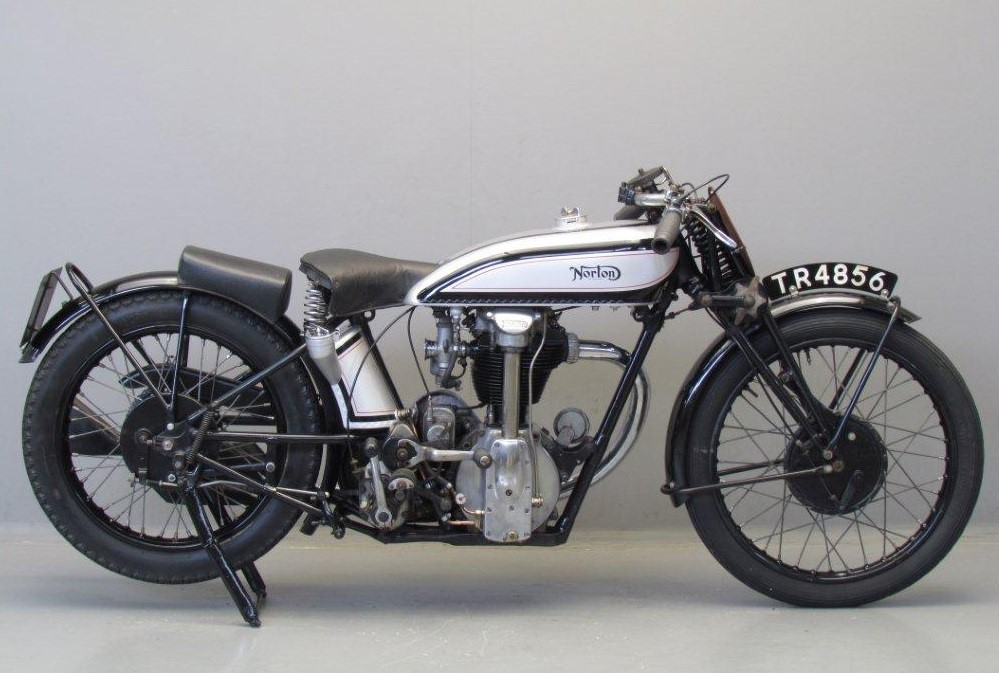
Norton CS1 met het Garden gate frame.
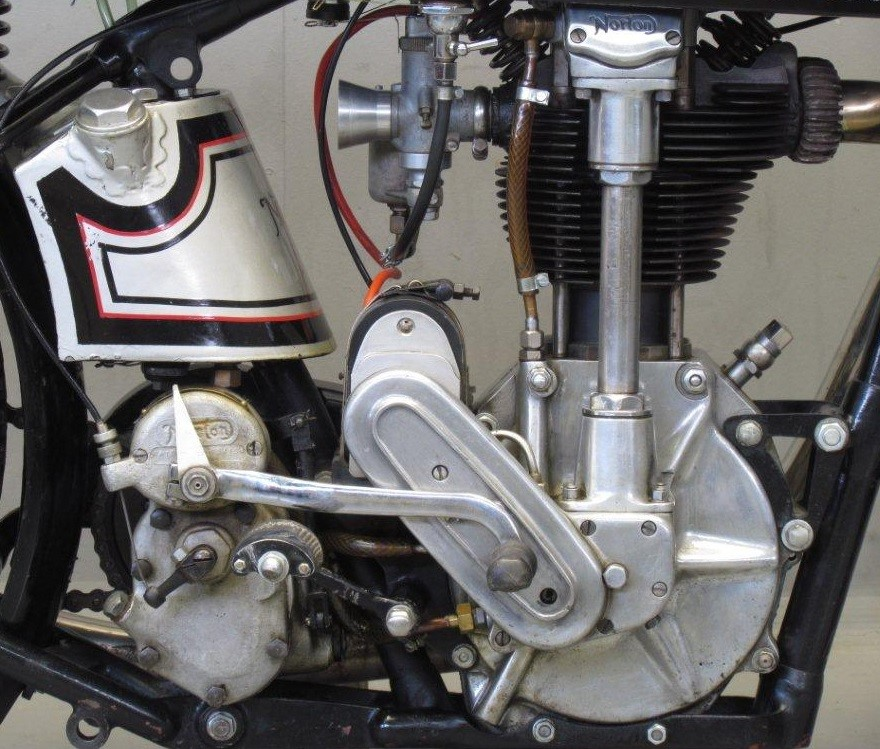
De nieuwe motor van Arthur Carroll, nu met de aandrijving van de magneet aan de rechterkant, met een klein kettinkje vanaf de krukas aangedreven.
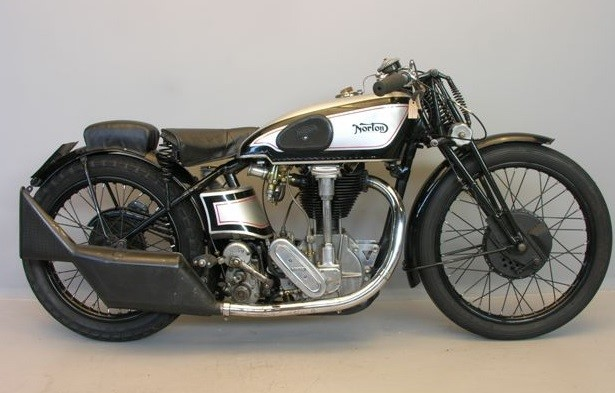
International Model 30 uit 1934.
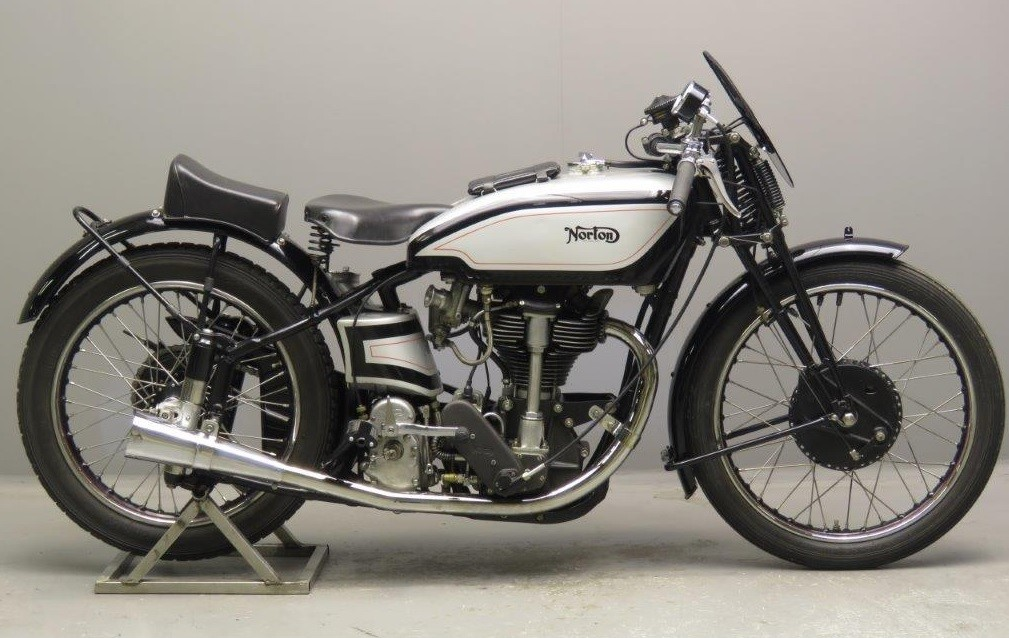
International Model 40 Manx Grand Prix-productieracer uit 1939, met plunjervering maar de oude Girder-voorvork.

## Norton 30M en 40M Manx racers
In 1946 verschenen de nieuwe modellen met de namen Norton 30M Manx en Norton 40M Manx. De "oude" International Model 30 en International Model 40 bleven ook bestaan, waar werden nu uitgerust met elektrische verlichting en gingen als dure en exclusieve sportmotoren door het leven. Joe Craig was in 1945 (na enkele jaren bij BSA en AMC) teruggekeerd naar Norton, waar hij opnieuw de leiding kreeg over de ontwikkelings- en raceafdeling.
De nieuwe Manx-racers hadden een andere telescoopvork, door Norton zelf ontwikkeld, de Norton Roadholder. Men had intussen geleerd van de hydraulisch gedempte telescoopvork van de BMW R 12 en R17 en de Teledraulic-vork van Associated Motor Cycles. De Roadholder was dan ook hydraulisch gedempt. De verlaagde compressieverhouding in verband met de slechte benzine van na de oorlog resulteerde in gemiddelde snelheden bij de Senior TT die bijna 10 km/h langzamer waren dan die van 1938. In 1948 werd een duplexrem in het voorwiel gemonteerd. In de volgende jaren werd de Norton Manx als fabrieksracer ingezet, maar ook als productieracer. Vooral het 500cc-model was een enorm succes, zowel in het wereldkampioenschap wegrace als onder privérijders. Zij zorgden voor enorm lange deelnemerslijsten bij de Manx Grand Prix, de North West 200, de Senior TT, de Southern 100 en de Ulster Grand Prix. In 1950 waren de eerste drie plaatsen zowel in de Senior TT als de Junior TT voor Nortons. Geoff Duke werd in 1951 wereldkampioen in de 350- en de 500 cc klasse en in 1952 in de 350 cc. Van de 27 seizoenen tussen 1946 en 1972 werd de Junior (350 cc) race van de Manx Grand Prix 13 keer gewonnen en de Senior (500 cc) race 17 keer. De 350 was over het algemeen minder succesvol dan de 500. Dat kwam omdat in de 350cc-klasse de machines van Velocette en de AJS Boy Racer te sterk waren. De 500 werd echter de meest succesvolle productieracer. Vooral in de Britse "amateurwedstrijden" regen de successen zich aaneen.

### Bert Hopwood, Joe Craig en Associated Motor Cycles
In april 1947 werd ontwerper Bert Hopwood door algemeen directeur Gilbert Smith naar Norton gehaald om een concurrend model voor de Triumph Speed Twin te bouwen. Hopwood trof het bedrijf in deplorabele staat aan. Er was geen kantoor voor hem en Hopwood en hoofdontwerper Jack Moore begonnen hun samenwerking in Moore's kantoortje van zes m² met twee tekentafels. De situatie bij Norton werd door Hopwood beschreven als een lawaaiige puinhoop, vol met mensen en ongedierte, machines en onderdelen en een lekkend dak. Zijn eigen tekenkantoortje was nog de rustigste plek in het bedrijf en Jack Moore zorgde ervoor dat hij vaak in de werkplaats was om Hopwood de kans te geven rustig te kunnen werken. Er waren meer redenen voor Hopwood om te schrikken van de situatie bij Norton. Gilbert Smith bestuurde het bedrijf vrijwel alleen, ondanks de aanwezigheid van een raad van bestuur. Het bestond naast Norton ook uit de boordgereedschapfabriek R.T. Shelley. Shelley had Norton in 1913 van het faillissement gered en bracht het geld binnen. Norton kostte voornamelijk geld, omdat 90% van de tijd werd besteed aan het ontwerpen en ontwikkelen van kleine verbeteringen aan de racemotoren. Dat was niet zo vreemd, omdat hoofdingenieur Joe Craig voor sportsuccessen werd betaald. De "gewone" modellen (Norton ES2 en Big Four) waren ouderwets, lekten olie en maakten enorm veel lawaai. Norton dreef financieel op de inkomsten van R.T. Shelley. Hopwood, die had meegewerkt aan de ontwikkeling van de Triumph Speed Twin, had niet veel tijd nodig om het nieuwe Norton Dominator Model 7 te ontwikkelen, maar botste daarna met Joe Craig. Hopwood stelde een plan op om meer commercieel succesvolle modellen te gaan maken, maar dat betekende het voorlopige einde van de racemotoren van Craig. Die laatste wist het ontslag van Hopwood te bewerkstelligen, Hopwood vertrok naar BSA. In 1953 werd Norton overgenomen door Associated Motor Cycles, eigenaar van onder meer AJS en Matchless. In die tijd had de Norton Manx in internationale al niets meer in te brengen tegen de Italiaanse concurrentie, in de 500cc-klasse de Gilera 500 4C en in de 350cc-klasse de Moto Guzzi Monocilindrica 350. Maar concurrentie was er ook in eigen huis: AMC had de 350cc-AJS 7R3 en de 500cc-tweecilinder Matchless G45.
In 1955 werd de ontwikkeling van de Manx-fabrieksracers beëindigd, maar de ontwikkeling en productie van de productieracers liep door. Fabrieksracers werden echter niet meer gebouwd, want de concurrentie in het wereldkampioenschap wegrace (Gilera in de 500cc-klasse en Moto Guzzi in de 350cc-klasse) was gewoon te sterk. Toch huurde Norton nog steeds fabrieksrijders in, zoals John Hartle. Racesuccessen moesten zorgen voor een goede verkoop van de productieracers aan privérijders, die maar weinig keus hadden. De peperdure Gilera's en MV Agusta's waren niet te koop en tot ver in de jaren zestig bleven de Manx-racers op de circuits verschijnen. In 1969 won de Norton Manx voor het laatst een Grand Prix: Godfrey Nash in de Grand Prix van Joegoslavië. Zelfs in de jaren zeventig was het helemaal niet vreemd om meerdere Norton Manx' in races te zien, vooral in nationale en regionale wedstrijden. De onderdelenvoorraad was door het grote aantal verkochte machines ruim en zelfs toen er al productieracers uit Japan kwamen gaven veel rijders de voorkeur aan een Norton Manx vanwege de stuurkwaliteiten. Een aantal constructeurs begon replica's van de Norton Manx te bouwen, soms naar het originele voorbeeld, maar soms werd de motor nog verbeterd. De machine waarmee Mike Hailwood in 1961 de Senior TT won was door Reg Dearden op 57 pk gebracht, terwijl de machine standaard slechts 50,5 pk leverde. In die tijd bouwden ook Francis Beart en Steve Lancefield snelle Nortons. In de jaren zeventig bouwde Ray Petty de Norton Manx voor privérijders. Toen hij overleed werden de rechten verkocht aan Summerfield Engineering, die de blokken later aan Bernie Allen leverde. John Tickle bouwde in de jaren zeventig eveneens de Norton Manx, zowel in de 350- als de 500cc-versie. Hij gebruikte originele en nieuwe onderdelen en veranderde ook de styling van de motorfiets. Hij was er niet op uit de Manx te behouden, maar juist de machine zo snel mogelijk te maken voor rijders in nationale wedstrijden. In 1983 werden onder de naam Brooklands replica's van de Manx 500 gemaakt, maar ze hadden inbouwmotoren van Rotax en Weslake. Bernie Allen bouwde vanaf 1990 nieuwe motoren met motorblokken van Summerfield Engineering uit Derbyshire en frames van Goodman Engineering. Neville Evans maakte begin jaren negentig replica's van de 500 Norton Manx onder de naam Manxman. Evans verbeterde de machines ook.

### Motor
Aanvankelijk werden zowel voor de 350- als de 500cc-versie langeslagmotoren gebruikt. De 350 cc M40 had een boring/slagverhouding van 71 x 88mm en de 500 cc M30 een van 79 x 100 mm, hoewel de fabrieksracer al bijna vierkant was: 85,93 x 86 mm. Daardoor was de slag verhoudingsgewijs nog vrij lang, maar dat zorgde juist voor een groot koppel. In de eerste jaren na de Tweede Wereldoorlog moest op last van de FICM benzine met een octaangetal van 75 worden gebruikt. De reden was dat er dan tenminste nog geracet kon worden ondanks de benzineschaarste. Dat betekende echter een flinke stap terug op technisch gebied. Joe Craig zag zich gedwongen de compressieverhouding te verlagen naar 7:1, zelfs voor die tijd een zeer lage waarde. De Nortons moesten het op de circuits vooral van het koppel hebben: ze kwamen vermogen tekort, zeker in relatie tot het vrij hoge gewicht, maar dankzij het motorkoppel konden ze zonder al te veel schakelen goed wegrijden uit bochten. Toch kreeg de fabrieksracer rond 1950 een korte slag motor (90 x 78,4mm) en in 1954 kregen beide versies hun uiteindelijke verhoudingen: 76 x 76,85mm voor de 350 en 86 x 85,8mm voor de 500. De opbouw van de motor was tamelijk eenvoudig: een luchtgekoelde staande eencilinder met één of twee bovenliggende nokkenassen die door een koningsas werd(en) aangedreven. De cilinder was van aluminium met een ijzeren cilinderbus en de cilinderkop was van brons. In 1949 werden de machines al aangeboden met cilinderkoppen van R.R. 56, een legering van 93,7% aluminium, 2% koper, 1,4% ijzer, 1,3% Nikkel, 0,8% magnesium, 0,7% silicium en 0,1% titanium. Dergelijke legeringen, voor de vliegtuigmotoren ontwikkeld door Rolls Royce, werden ook wel Hiduminium (High Duty Aluminium Alloys) genoemd. De kleppen werden gesloten door haarspeldveren. Er was een pre unitconstructie toegepast: de versnellingsbak was los achter de motor gemonteerd. Zoals gebruikelijk hadden de machines een dry-sump smeersysteem. In 1954 werd de motor lager door gebruik van kortere drijfstangen. Daardoor moesten de vliegwielen op de krukas vervangen worden door balanswangen en kwam er een vliegwiel buiten het carter te liggen.

### Aandrijving
De krukas dreef via een primaire ketting de meervoudige droge platenkoppeling aan. Die zat op een vierversnellingsbak en het achterwiel werd ook door een ketting aangedreven.

### Rijwielgedeelte
Tot 1950 werd op alle modellen het garden gate frame toegepast. Dit was een semi-dubbel wiegframe dat aan het einde van de jaren veertig niet meer echt opgewassen was tegen het vermogen van de motoren. Joe Craig probeerde de problemen op te lossen door het frame steeds zwaarder en sterker te maken, maar dat leverde niet het gewenste resultaat op. In 1950 kregen de fabrieksracers het nieuwe featherbed frame, een dubbel wiegframe. De productieracers werden daar in 1951 mee uitgerust. Bij het garden gate frame hoorde nog plunjervering, maar vanaf 1950 werd een swingarm met twee veer-demperelementen toegepast. Dat veroorzaakte aanvankelijk problemen, want de vering was bevestigd aan een aangeschroefd subframe en door de resontantie van dat frame ontstond er onbalans in de motorfiets. In 1952 werd dit bij de fabrieksracers opgelost door het achterframe te lassen, maar bij de productieracers gebeurde dat pas in 1954. Aan de voorkant hadden de machines vanaf 1946 al een telescoopvork, de Roadholder fork. Aanvankelijk waren voor en achter simplexremmen gemonteerd, maar vanaf 1948 gebruikte men in het voorwiel een duplexrem.

#### Featherbed frame
In 1950 kreeg de Manx waarschijnlijk zijn belangrijkste vernieuwing. Rex McCandless had een eigen motorfiets gebouwd met een nieuw frame en wist de aandacht van Joe Craig te trekken. Craig was in 1945 weer bij Norton teruggekeerd. Er werd een test op het eiland Man georganiseerd. Artie Bell reed de motorfiets met het nieuwe frame van McCandless. Geoff Duke reed met het oude Garden gate frame en beide machines hadden Norton fabrieks-motorblokken. Joe Craig, directeur Gilbert Smith en Rex McCandless wachtten bij Kate's Cottage en ze konden ze aan horen komen toen ze in de buurt van de 33e mijlpaal waren. Bij Kate's Cottage had Duke de hele weg nodig, maar Bell ging hem buitenom voorbij. Er werd verder getest in Montlhéry met vier coureurs (Artie Bell, Geoff Duke, Harold Daniell en Johnny Lockett). Harold Daniell gaf het frame de bijnaam "Featherbed". In april 1950 won Geoff Duke de eerste race met het frame, in Blandford Camp (Dorset). Hoewel de Nortonmotor al ongeveer 20 jaar oud was, kon hij dankzij het nieuwe frame nog lang domineren. Het frame werd ook twee keer vernieuwd. In 1960 werd het ter hoogte van de achterzijde van de tank/voorzijde van het zadel versmald. Dat was vooral hand voor kleine "gewone" motorrijders, die dit frame ook in hun Norton Dominator hadden. Ze konden met dit slimline frame makkelijker met hun voeten aan de grond komen. In 1961 kwam een 6,5 cm-lagere versie. Dit Lowboy frame verlaagde het zwaartepunt en verbeterde de stuurkwaliteiten.

## Continental Circus
In het Continental Circus was de Norton Manx in de jaren zestig hét gereedschap van de privérijders. De machines waren duur in aanschaf, maar populairder dan de Matchless G50, die meer vermogen leverde, maar minder goed stuurde. De populariteit had ook te maken met de grote productieaantallen van Norton, waardoor onderdelen relatief goedkoop en makkelijk verkrijgbaar waren. Men kon de kosten nog beperken door slechts een frame te gebruiken, met twee motorblokken. Zo kon door snel sleutelen zowel in de 350- als in de 500cc-klasse deelgenomen worden. Bovendien konden de rijders elkaar helpen met onderdelen. De coureurs, vormden
in het rennerskwartier een grote familie, vooral de mannen uit Nieuw-Zeeland, Australië en de zuidelijke Afrikaanse landen als Rhodesië en Zuid-Afrika, die het hele zomerseizoen ver van huis waren en dus veel samen reisden. Sommige coureurs reisden ook met hun vrouw of vriendin. Ze reden tamelijk weinig in het wereldkampioenschap wegrace. Men koos voor lucratieve Internationale races, waar start- en prijzengelden hoog genoeg waren om in elk geval de reiskosten te vergoeden. Daarom moest men ook wel in twee klassen starten om in elk geval het startgeld te innen. Er bestonden zelfs afspraken om de overwinningen onder elkaar te verdelen en races "spannend" races te maken waardoor coureurs gewilder en de startgelden hoger werden.

## Norton Manx MX
Ray Petty ontwikkelde samen met Les Archer Jr. en framespecialist Ron Hankins ook de Norton Manx MX crossmotor. Die was uitgerust met de fabrieksmotor met dubbele bovenliggende nokkenas. In 1956 won die machine het Europees kampioenschap motorcross, maar toen de BSA Gold Star DBD34GS Scrambler en later de tweetaktmotoren opgang gingen maken kon ze niet meer meekomen.

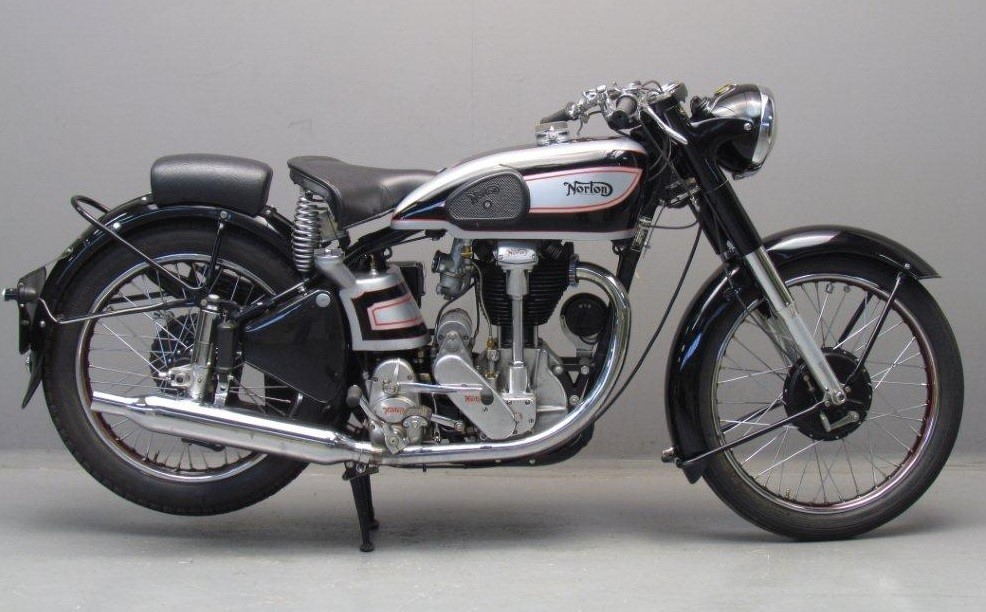
De Norton Internationals gingen na de oorlog verder als sportmotor.
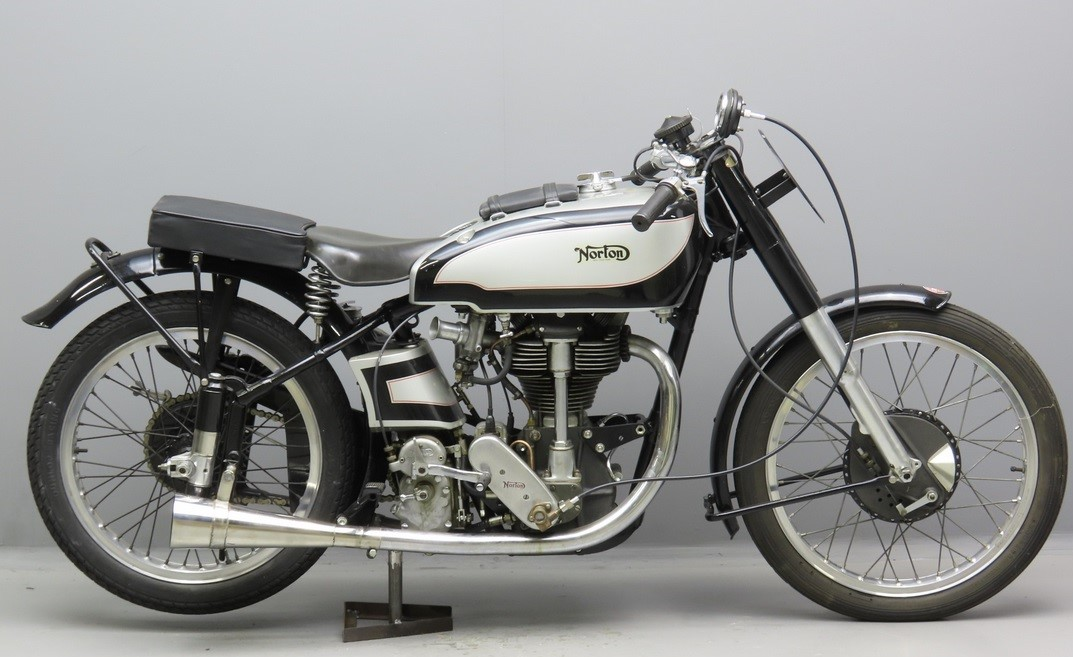
De Norton 40M Manx uit 1946 leek nog veel op de International Model 40 van voor de oorlog, afgezien van de Roadholder-telescoopvork
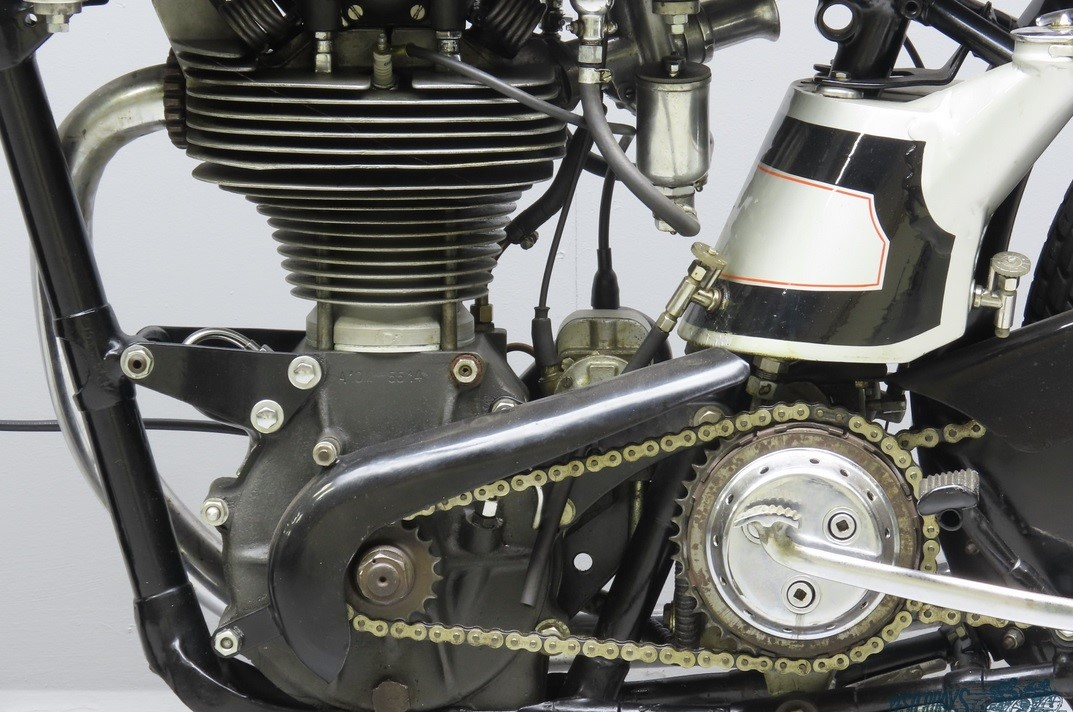
Primaire aandrijving en rechtsboven de "wrap around"-olietank. Het ringetje onder het zadel is een zijspanaansluiting omdat het Garden gate frame ook in de Norton ES2 en de Dominator Model 7 werd gebruikt. Het is klein, maar de eerste Manxen sleepten 500 gram aan zijspanaansluitingen mee.
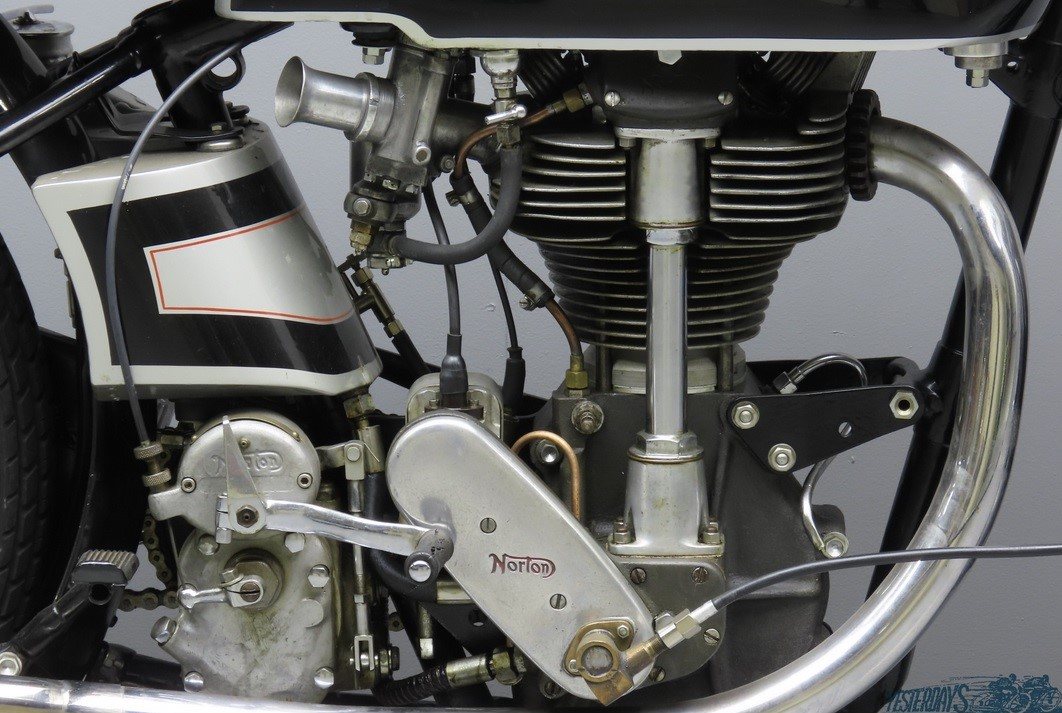
Ook de productieracers die gewoon te koop waren hadden vanaf het begin magnesium carters en aluminium cilinders (met een gietijzeren cilindervoering)
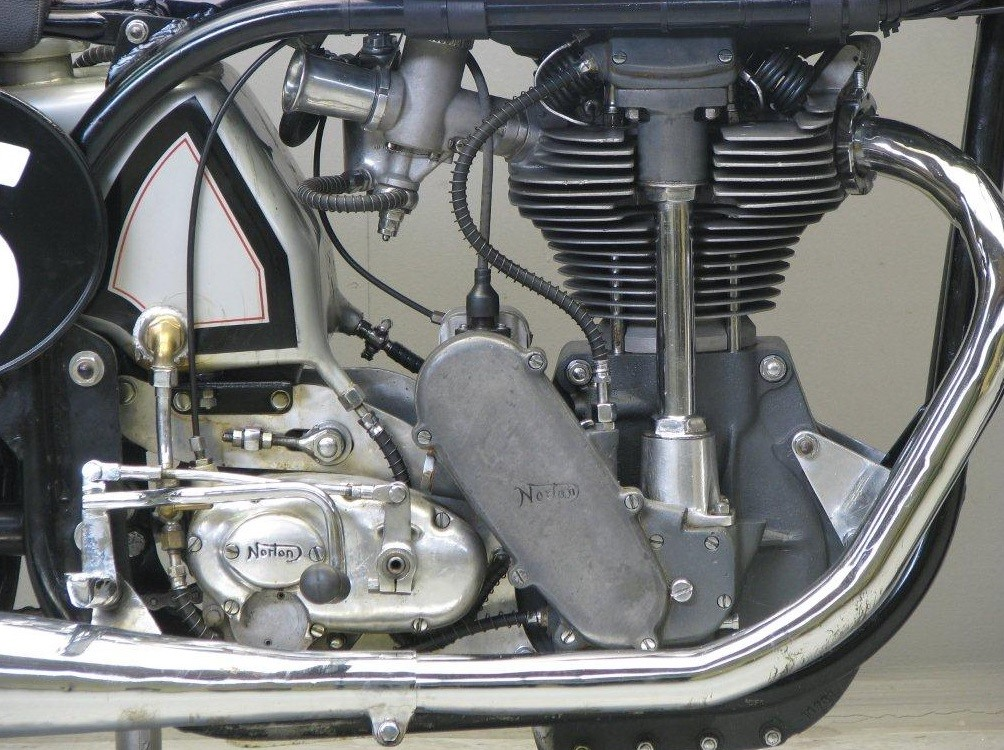
Vanaf 1951 kregen de machines het nieuwe Featherbed frame

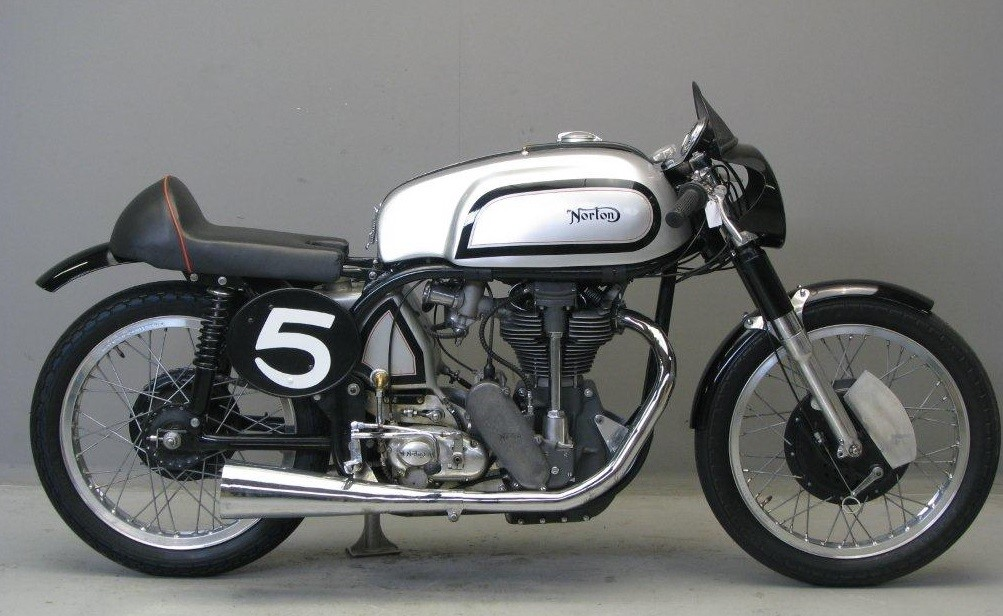
500cc-30M Manx uit 1952
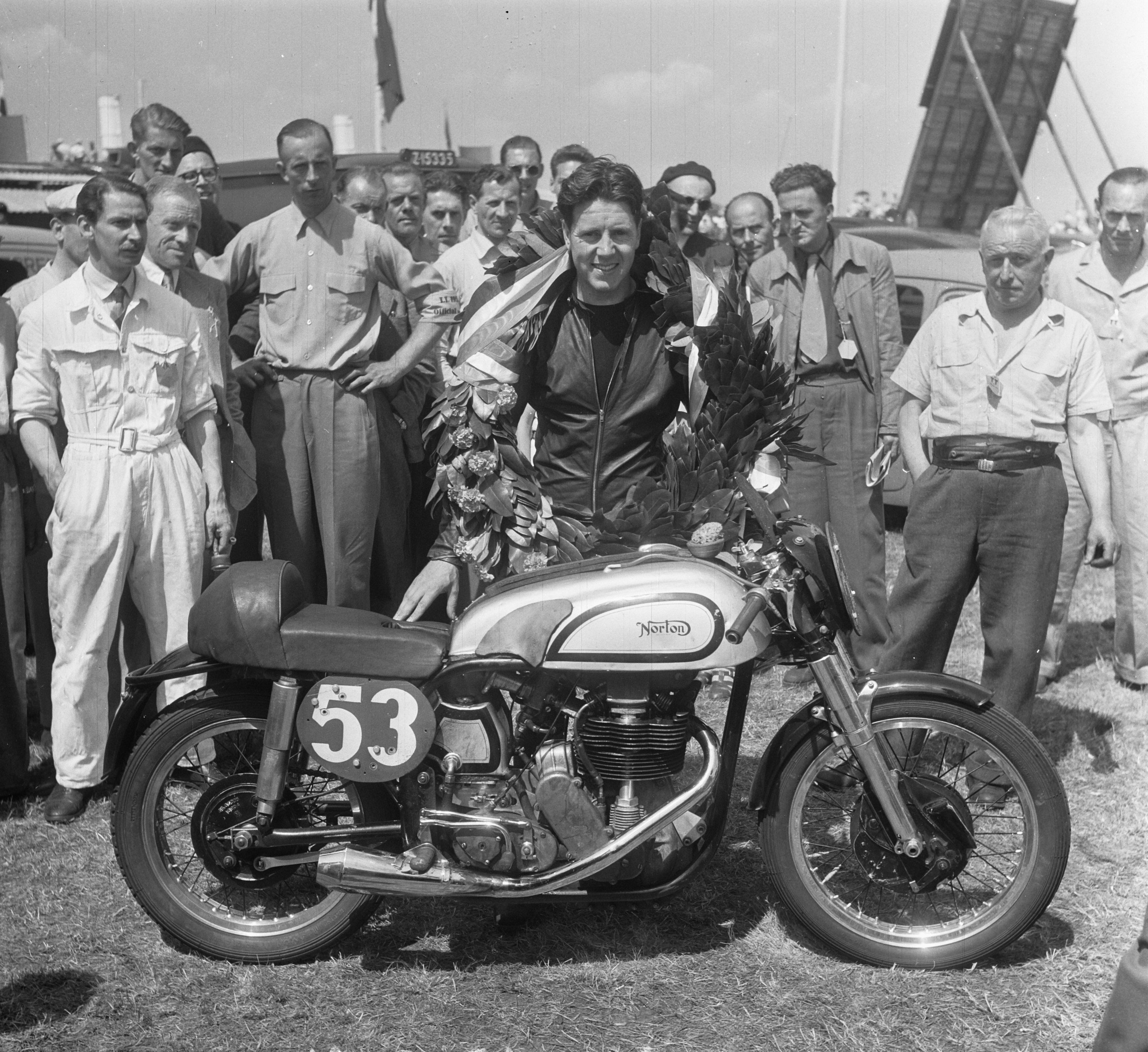
Huldiging van Geoff Duke, winnaar van de 350cc-klasse tijdens de TT van Assen in 1952
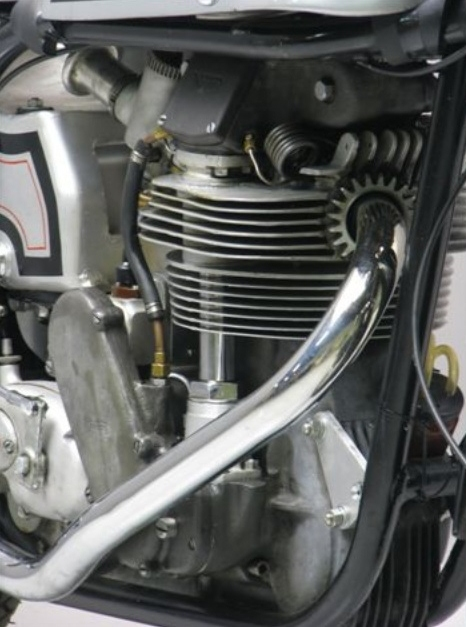
Motor van een 40M Manx 350 cc uit 1956: de koelribben liepen nu om de koningsas heen.
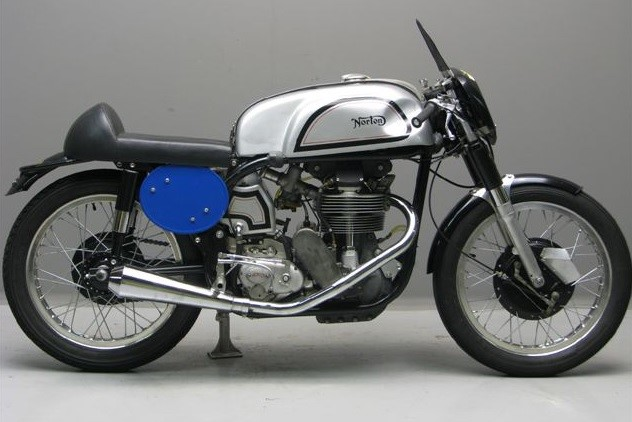
350cc-40M Manx uit 1956

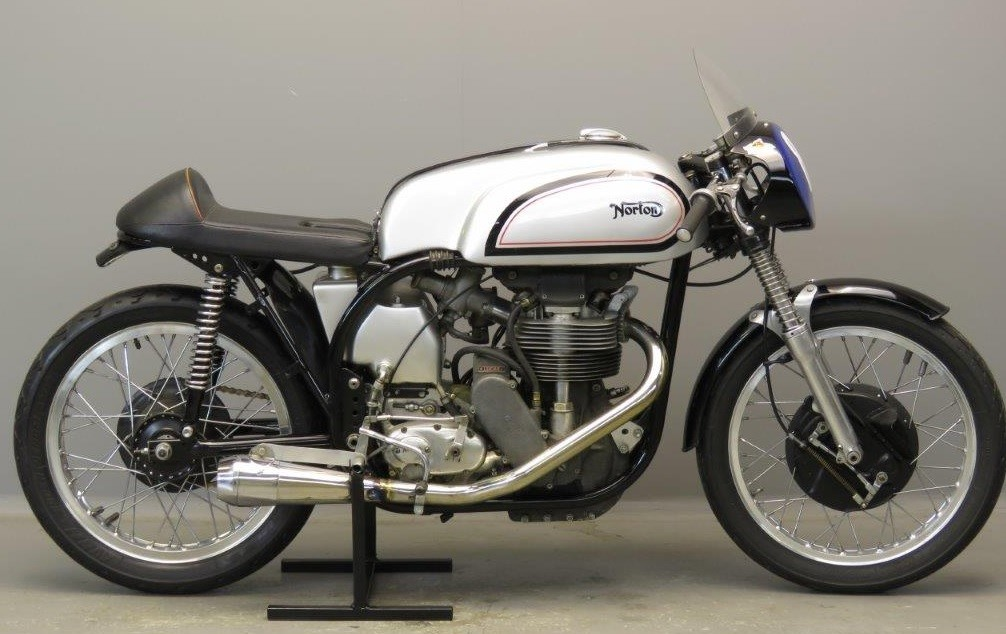
350cc-40M Manx uit 1957
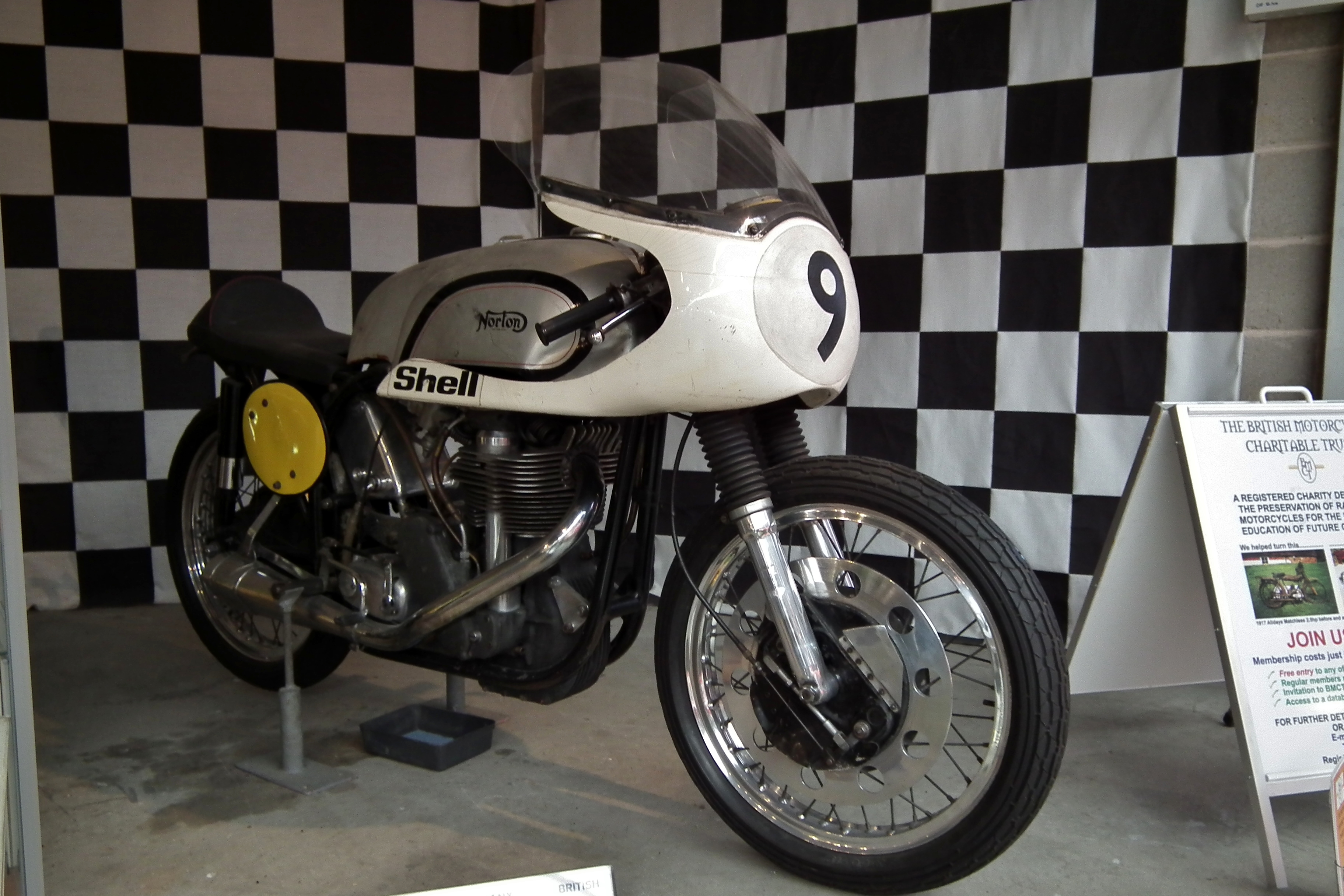
500cc-30M Manx uit 1960
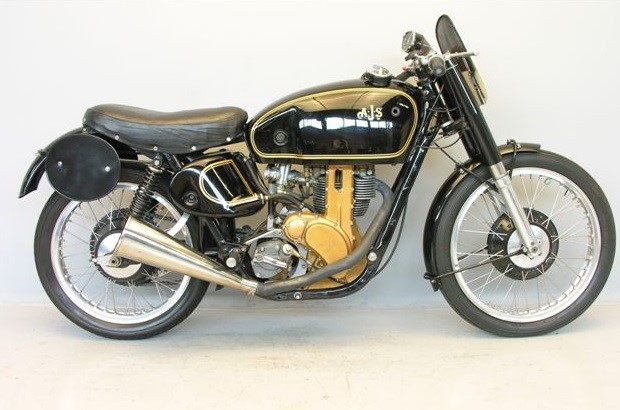
Concurrentie in eigen (AMC) huis: 350cc-AJS 7R...
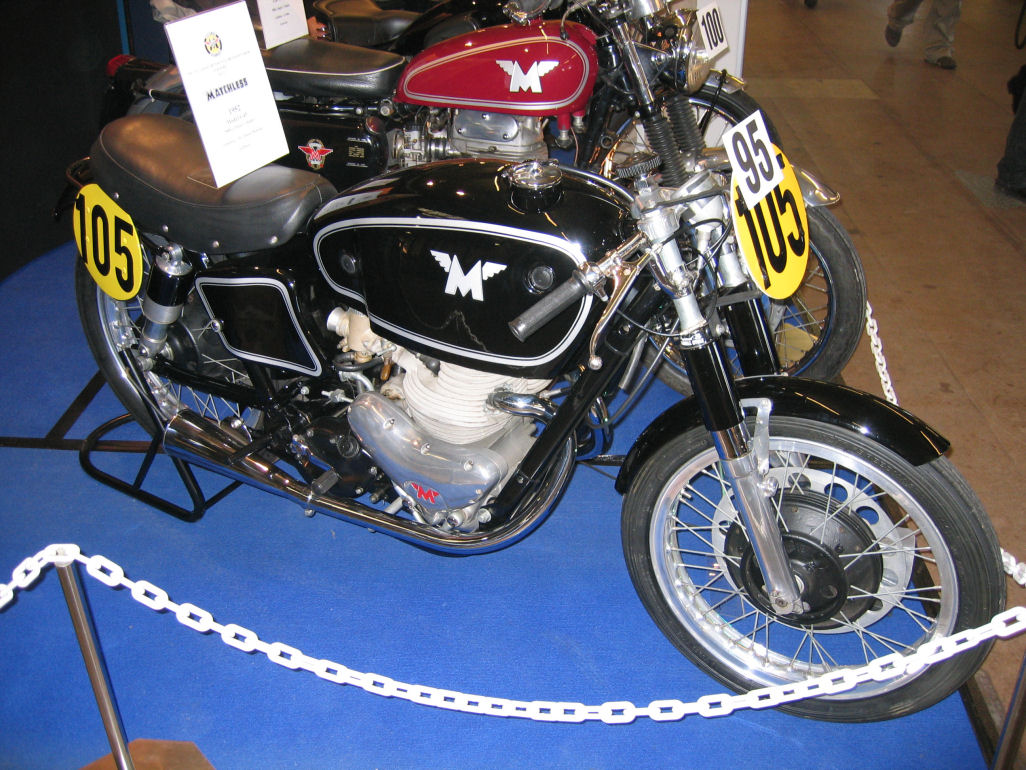
...en 500cc-Matchless G45

## Prototypen

### Inlaatwals
Van 1952 tot 1954 werd bij Norton gewerkt aan een prototype van de Manx-motor met een bijzondere cilinderkop. Daarin zaten geen kleppen, maar een draaiende wals waarin gaten gefreesd waren voor de inlaatgassen. De wals werd aangedreven door een aangepaste koningsasconstructie met kegeltandwielen. Theoretisch was dit een groot voordeel, want het toerental van de deze wals was onbeperkt, terwijl het sluiten van de kleppen met klepveren tijd kostte waardoor het motortoerental beperkt werd. In de praktijk ontstonden er problemen met de afdichting en vooral de smering van de wals. De smeerolie mocht immers niet vermengd worden met de inlaatgassen en op die manier in de cilinder komen. Dat had Lawrie Bond waarschijnlijk al eerder gemerkt, want de constructie kwam van zijn hand. Bond had een dergelijke motor gebouwd voor een speedwaymotor van JAP.

### Norton Silver Fish Kneeler
De Norton Silver Fish was een sterk verlaagde versie van de Norton Manx. Een dergelijke "Kneeler"-configuratie was al in 1950 ontwikkeld door de Zwitserse zijspancoureur Hans Haldemann, samen met Jost Albisser. De bedoeling was om het frontale oppervlak en daarmee de luchtweerstand te verkleinen. Eric Oliver had al een dergelijke machine (een verlaagde Norton Manx) ingezet in de zijspanrace, maar deed dat slechts in een enkele wedstrijd. In 1953 pakte Norton het idee echter weer op. In een samenwerking met coureur Artie Bell, de broers Rex- en Cromie McCandless en de Short Aircraft Company in Belfast werd een nieuwe racer ontwikkeld.
Rex McCandless was de drijvende kracht achter het project. De uitvinder van het Featherbed frame vond dat de Norton Manx zijn beste tijd gehad had. Hij drong er bij de fabriek op aan een viercilinder te ontwikkelen om te kunnen concurreren met de machines van Gilera en MV Agusta. Joe Craig was het niet met hem eens en vond dat er nog meer vermogen uit de Manx gehaald kon worden. Als lapmiddel ontwikkelde McCandless een nieuw frame, waarbij de benzinetank werd vervangen door twee tanks in de zijkant van de stroomlijnkuip. Het maakte twee benzinepompen nodig om de brandstof naar de carburateur te pompen, maar de machine kon veel lager gebouwd worden en de coureur kon er min of meer voorover op liggen. De vorm van de tanks bood ook steun voor de ellebogen van de coureur. Dit was de "Kneeler". Ray Amm reed de machine voor het eerst in de North West 200 in 1953 en hij vond het de meest comfortabele machine die hij ooit gereden had. Samen met Eric Oliver nam hij de machine mee naar Montlhéry, waar ze met 133,66 mijl per uur een nieuw uurrecord neerzetten. Daarna deed Norton er niets meer mee en ook Rex McCandless vond het "geen echte Norton". De naam "Silver Fish" kwam van de uit aluminium geklopte stroomlijnkuip die de hele machine van voor tot achter omsloot.

### Norton Manx 350 F en 500 F
Na het mislukken van het inlaatwalssysteem bouwde Joe Craig een nieuw prototype, de Norton Manx 350 F. Deze had een nieuwe motor met een liggende cilinder. Dat was niet zo vreemd: liggende cilinders maakten in de lichtere raceklassen de dienst uit. Bruno Ruffo was de eerste 250cc-wereldkampioen met zijn Moto Guzzi Gambalunghino, hij werd ook wereldkampioen in 1951 en Enrico Lorenzetti in 1952. In 1953 en 1954 werd Fergus Anderson 350cc-wereldkampioen met de Moto Guzzi Monocilindrica 350. De Norton Manx 350 F had een blokmotor (met een ingebouwde versnellingsbak). De krukas draaide achterstevoren. Dat was bij liggende cilinders een gebruikelijke constructie, want daardoor gooide de krukas door spatsmering de olie tegen de bovenkant van de cilinderwand, en kon de zwaartekracht voor de smering van de rest van de cilinder zorgen. De machine was zeer laag gebouwd, waardoor de tank zou kunnen lijken op de afhangende zadeltank van de AJS Porcupine. Dat zou het zwaartepunt nog eens extra verlagen. Het featherbed frame moest hierdoor vervallen en maakte plaats voor een brugframe met een centrale bovenbuis die tevens als olietank diende. Het vermogen was in elk geval groter; de 350 F leverde aan het achterwiel evenveel pk's als de 40M aan de krukas. Maar de machine reed nooit, hij werd zelfs niet helemaal afgebouwd. De niet-afgebouwde machine kwam rond 1985 in het Sammy Miller Museum in New Milton terecht. Miller bouwde de machine af volgens de tekeningen van Joe Craig. Die had het project binnen een jaar moeten afbreken toen Norton besloot zich terug te trekken uit het wereldkampioenschap wegrace. Hoewel alleen het 350 cc prototype bewaard is gebleven, heeft er in elk geval ook een 500cc-versie proefgedraaid.

### Norton Manx Low Boy
In 1960 ontwikkelde men nog een nieuw prototype, dat extreem laag gebouwd was om het zwaartepunt te verlagen en het frontale oppervlak te verkleinen. Norton gebruikte hiervoor echter niet het Lowboy frame, omdat de uitlaat onder het blok kwam te zitten. Daarvoor was wat extra bodemvrijheid nodig. De Norton Manx Low Boy werd aan de bovenkant verlaagd door de benzinetank te verplaatsen naar de onderkant van het zadel en daarom kon ook een ouderwets Wideline frame gebruikt worden. Net als de Silver Fish had dit model een benzinepomp nodig omdat de carburateur hoger zat dan de tank.

## Autoraces
Aan het einde van de jaren vijftig werd het reglement van de 500 cc autorace toegepast op de nieuwe formule 3. Tot dat moment hadden de motoren van JAP deze klasse gedomineerd, maar de Manx-motor leverde aanmerkelijk meer vermogen. Vaak werden complete Manx-motorfietsen gekocht om de motor eruit te halen en in te bouwen in raceauto's, omdat Norton de blokken niet los wilde verkopen. De frames konden gemakkelijk doorverkocht worden om er hybride-motorfietsen mee te bouwen, zoals de Triton.

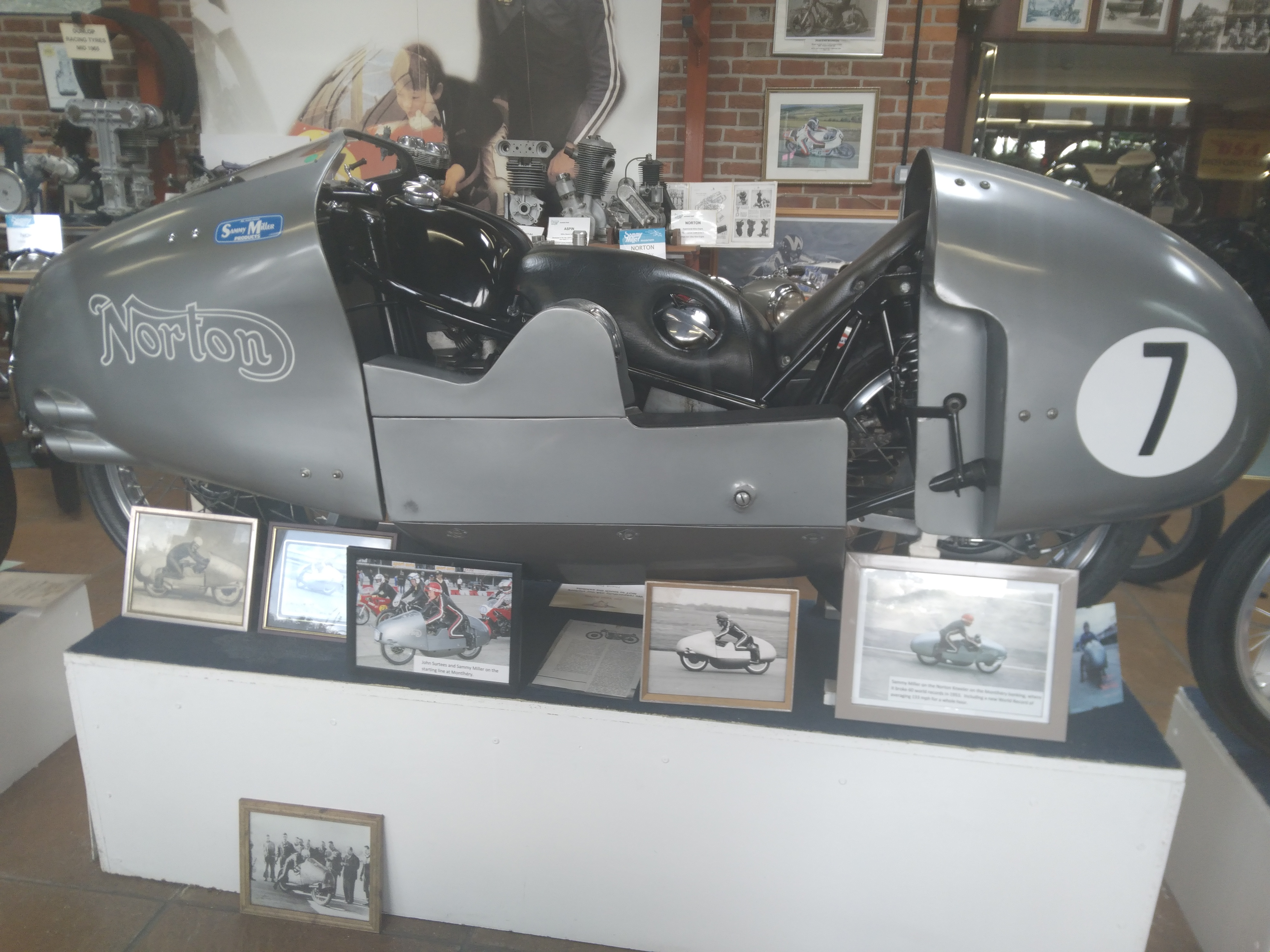
Norton Manx Silver Fish 350
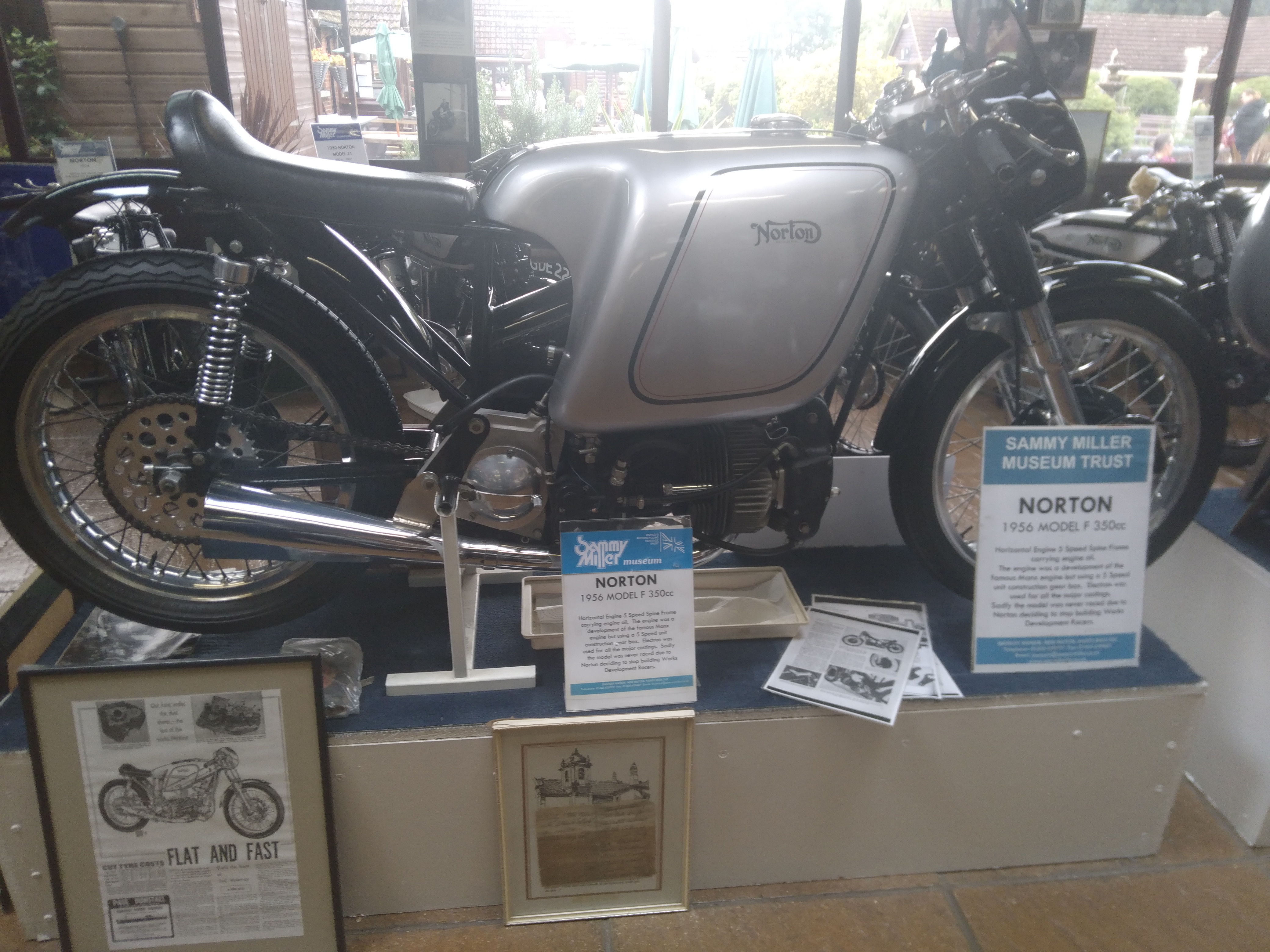
Norton Manx Model F prototype uit 1956
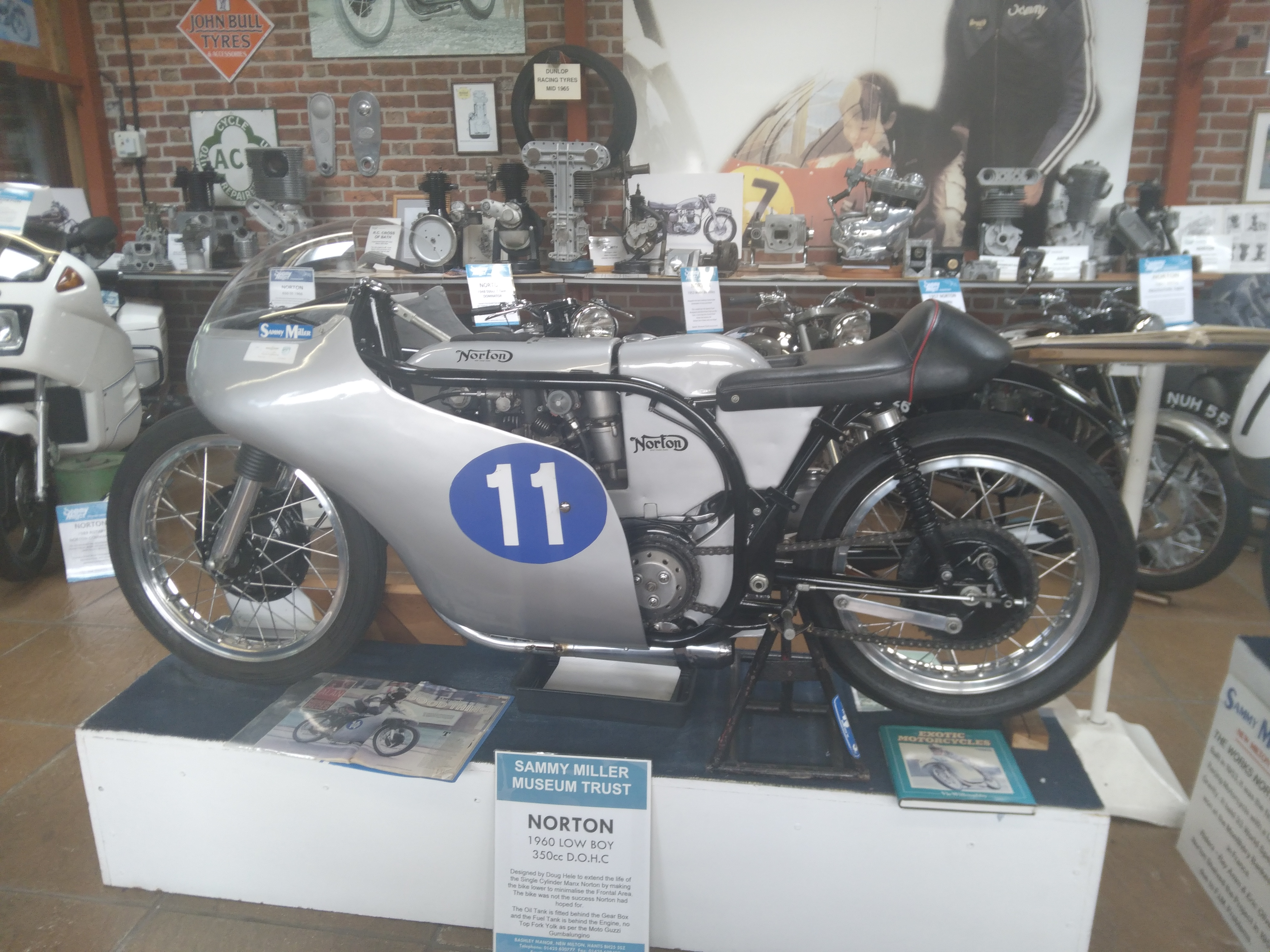
Norton Manx Lowboy 350 uit 1960
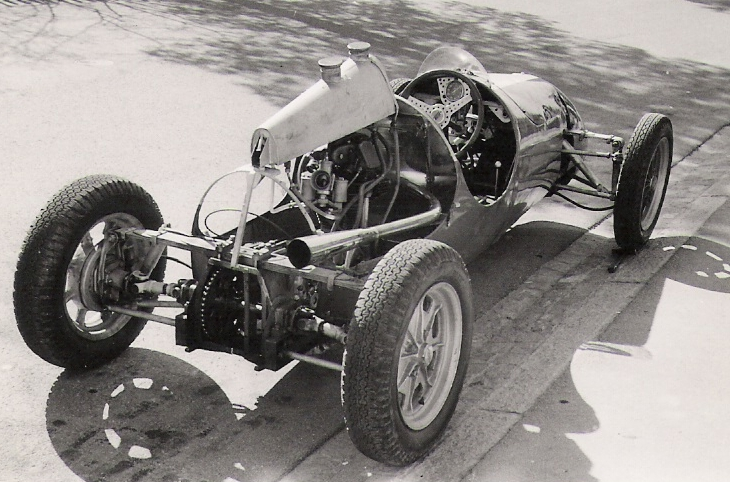
Norton Manx motor in een Cooper Formule 3-auto.

## Einde productie
In 1962 werd de productie in de Norton-fabriek aan Bracebridge Street in Birmingham beëindigd. Om kosten te besparen werd ze naar de AMC-fabrieken in Woolwich overgebracht, maar een aantal Norton-modellen verdween hierdoor. Voor AMC was de verkoop van productieracers niet van groot belang, en de baten wogen niet meer op tegen de kosten. Zowel de Norton Manx als de tweecilinder Norton Domiracer, de Matchless G50 en de AJS 7R verdwenen. In 1963 werden nog 42 Norton Manx-machines uit restvoorraden gebouwd en verkocht.

## Technische gegevens 500 cc
| Norton                 | 30M Manx                            | 30M Manx                            | 30M Manx                            | 30M Manx                            | 30M Manx                            | 30M Manx                            | 500 F                                | Manx MX                             | Low Boy 500                         |          |
| ---------------------- | ----------------------------------- | ----------------------------------- | ----------------------------------- | ----------------------------------- | ----------------------------------- | ----------------------------------- | ------------------------------------ | ----------------------------------- | ----------------------------------- | -------- |
| Periode                | 1946-1949                           | 1947-1949                           | 1950                                | 1950-1953                           | 1951-1955                           | 1954-1962                           | 1955                                 | 1956-1961                           | 1960-1961                           |          |
| Categorie              | Fabrieksracer                       | Productieracer                      | Fabrieksracer                       | Productieracer                      | Fabrieksracer                       | Productieracer                      | Prototype                            | Crossmotor                          | Prototype                           |          |
| Motortype              | Koningsas-DOHC                      | Koningsas-OHC                       | Koningsas-DOHC                      | Koningsas-DOHC                      | Koningsas-DOHC                      | Koningsas-DOHC                      | Koningsas-DOHC                       | Koningsas-DOHC                      | Koningsas-DOHC                      |          |
| Bouwwijze              | Dwarsgeplaatste staande eencilinder | Dwarsgeplaatste staande eencilinder | Dwarsgeplaatste staande eencilinder | Dwarsgeplaatste staande eencilinder | Dwarsgeplaatste staande eencilinder | Dwarsgeplaatste staande eencilinder | Dwarsgeplaatste liggende eencilinder | Dwarsgeplaatste staande eencilinder | Dwarsgeplaatste staande eencilinder |          |
| Koeling                | Lucht                               | Lucht                               | Lucht                               | Lucht                               | Lucht                               | Lucht                               | Lucht                                | Lucht                               | Lucht                               | Lucht    |
| Boring                 | 85,93 mm                            | 79 mm                               | 90 mm                               | 79,62 mm                            | 90 mm                               | 86 mm                               | 90 mm                                | 90 mm                               | 86 mm                               |          |
| Slag                   | 86 mm                               | 100 mm                              | 78,4 mm                             | 100 mm                              | 78,4 mm                             | 85,62 mm                            | 78,4 mm                              | 78,4 mm                             | 85,62 mm                            |          |
| Cilinderinhoud         | 498,7 cc                            | 490,2 cc                            | 498,8 cc                            | 497,9 cc                            | 498,8 cc                            | 497,3 cc                            | 498,8 cc                             | 498,8 cc                            | 497,3 cc                            |          |
| Carburateur(s)         | Amal GP                             | Amal GP                             | Amal GP                             | Amal GP                             | Amal GP                             | Amal GP                             | Amal GP                              | Amal GP                             | Amal GP                             |          |
| Ontsteking             | BTH-racemagneet                     | BTH-racemagneet                     | BTH-racemagneet                     | BTH-racemagneet                     | BTH-racemagneet                     | Lucas-racemagneet                   | Lucas-racemagneet                    | Lucas-racemagneet                   | Lucas-racemagneet                   |          |
| Smeersysteem           | Dry-sumpsysteem                     | Dry-sumpsysteem                     | Dry-sumpsysteem                     | Dry-sumpsysteem                     | Dry-sumpsysteem                     | Dry-sumpsysteem                     | Dry-sumpsysteem                      | Dry-sumpsysteem                     | Dry-sumpsysteem                     |          |
| Compressieverhouding   | 8,6:1                               | 8,6:1                               | 8,6:1                               | 8,6:1                               | 8,6:1                               | 8,6:1                               | 8,6:1                                | 10:1                                | 11:1                                |          |
| Max. Vermogen          | 47 pk bij 6.500 tpm                 | Onbekend                            | 51 pk bij 7.200 tpm                 | ca. 50 pk                           | 51 pk bij 7.200 tpm                 | ca. 54 pk                           | Onbekend                             | ca. 54 pk                           | ca. 54 pk                           |          |
| Primaire aandrijving   | Ketting                             | Ketting                             | Ketting                             | Ketting                             | Ketting                             | Ketting                             | Ketting                              | Ketting                             | Ketting                             |          |
| Koppeling              | Meervoudige droge plaat             | Meervoudige droge plaat             | Meervoudige droge plaat             | Meervoudige droge plaat             | Meervoudige droge plaat             | Meervoudige droge plaat             | Meervoudige droge plaat              | Meervoudige droge plaat             | Meervoudige droge plaat             |          |
| Versnellingen          | 4                                   | 4                                   | 4                                   | 4                                   | 4                                   | 4                                   | 5                                    | 4                                   | 4                                   |          |
| Secundaire aandrijving | Ketting                             | Ketting                             | Ketting                             | Ketting                             | Ketting                             | Ketting                             | Ketting                              | Ketting                             | Ketting                             |          |
| Rijwielgedeelte        | Semi-dubbel wiegframe (Garden gate) | Semi-dubbel wiegframe (Garden gate) | Semi-dubbel wiegframe (Garden gate) | Dubbel wiegframe (Featherbed)       | Dubbel wiegframe (Featherbed)       | Dubbel wiegframe (Featherbed)       | Brugframe                            | Dubbel wiegframe                    | Dubbel wiegframe (Wideline)         |          |
| Voorvork               | Telescoopvork (Norton Roadholder    | Telescoopvork (Norton Roadholder    | Telescoopvork (Norton Roadholder    | Telescoopvork (Norton Roadholder    | Telescoopvork (Norton Roadholder    | Telescoopvork (Norton Roadholder    | Telescoopvork (Norton Roadholder     | Telescoopvork (Norton Roadholder    | Telescoopvork (Norton Roadholder    |          |
| Achtervork             | Plunjervering                       | Plunjervering                       | Plunjervering                       | Swingarm                            | Swingarm                            | Swingarm                            | Swingarm                             | Swingarm                            | Swingarm                            | Swingarm |
| Voorrem                | Trommelrem                          | Trommelrem                          | Trommelrem                          | Trommelrem                          | Trommelrem                          | Trommelrem                          | Trommelrem                           | Trommelrem                          | Trommelrem                          |          |
| Achterrem              | Trommelrem                          | Trommelrem                          | Trommelrem                          | Trommelrem                          | Trommelrem                          | Trommelrem                          | Trommelrem                           | Trommelrem                          | Trommelrem                          |          |
| Tankinhoud             | 17 liter                            | 17 liter                            | 17 liter                            | 19 liter                            | 19 liter                            | 19 liter                            | Onbekend                             | Onbekend                            | Onbekend                            |          |
| Droog gewicht          | 140 kg                              | 140 kg                              | 140 kg                              | 140 kg                              | 140 kg                              | 140 kg                              | Onbekend                             | Onbekend                            | Onbekend                            |          |
| Voorganger             | International Model 30              | International Model 30 MGP          | 30 M Manx                           | 30 M Manx                           | 30 M Manx                           | 30 M Manx                           | 30 M Manx                            | 30 M Manx                           | 30 M Manx                           |          |
| Opvolger               | Domiracer                           | Domiracer                           | Domiracer                           | Domiracer                           | Domiracer                           | Domiracer                           | Domiracer                            | Domiracer                           | Domiracer                           |          |

## Technische gegevens 350 cc
| Norton                 | 40M Manx                            | 40M Manx                            | 40M Manx                            | 40M Manx                            | 40M Manx                            | Silver Fish 350                     | 40M Manx                            | 40M Manx                            | 350 F                                | 40M Manx                            | Low Boy 350                         |
| ---------------------- | ----------------------------------- | ----------------------------------- | ----------------------------------- | ----------------------------------- | ----------------------------------- | ----------------------------------- | ----------------------------------- | ----------------------------------- | ------------------------------------ | ----------------------------------- | ----------------------------------- |
| Periode                | 1946-1948                           | 1947-1950                           | 1949-1950                           | 1951-1953                           | 1951-1953                           | 1953-1955                           | 1954-1955                           | 1954-1957                           | 1954-1955                            | 1958-1962                           | 1960-1961                           |
| Categorie              | Fabrieksracer                       | Productieracer                      | Fabrieksracer                       | Fabrieksracer                       | Productieracer                      | Recordmachine                       | Fabrieksracer                       | Productieracer                      | Prototype                            | Productieracer                      | Prototype                           |
| Motortype              | Koningsas OHC                       | Koningsas OHC                       | Koningsas DOHC                      | Koningsas DOHC                      | Koningsas DOHC                      | Koningsas DOHC                      | Koningsas DOHC                      | Koningsas DOHC                      | Koningsas DOHC                       | Koningsas DOHC                      | Koningsas DOHC                      |
| Bouwwijze              | Dwarsgeplaatste staande eencilinder | Dwarsgeplaatste staande eencilinder | Dwarsgeplaatste staande eencilinder | Dwarsgeplaatste staande eencilinder | Dwarsgeplaatste staande eencilinder | Dwarsgeplaatste staande eencilinder | Dwarsgeplaatste staande eencilinder | Dwarsgeplaatste staande eencilinder | Dwarsgeplaatste liggende eencilinder | Dwarsgeplaatste staande eencilinder | Dwarsgeplaatste staande eencilinder |
| Koeling                | Lucht                               | Lucht                               | Lucht                               | Lucht                               | Lucht                               | Lucht                               | Lucht                               | Lucht                               | Lucht                                | Lucht                               | Lucht                               |
| Boring                 | 71 mm                               | 71 mm                               | 71 mm                               | 71 mm                               | 71 mm                               | 76 mm                               | 76 mm                               | 76 mm                               | 78 mm                                | 76 mm                               | 76 mm                               |
| Slag                   | 88 mm                               | 88 mm                               | 88 mm                               | 88 mm                               | 88 mm                               | 76,85 mm                            | 76,85 mm                            | 76,85 mm                            | 73 mm                                | 76,7 mm                             | 76,7 mm                             |
| Cilinderinhoud         | 348,4 cc                            | 348,4 cc                            | 348,4 cc                            | 348,4 cc                            | 348,4 cc                            | 348,6 cc                            | 348,6 cc                            | 348,6 cc                            | 348,8 cc                             | 347,9 cc                            | 347,9 cc                            |
| Carburateur(s)         | Amal GP                             | Amal GP                             | Amal GP                             | Amal GP                             | Amal GP                             | Amal GP                             | Amal GP                             | Amal GP                             | Amal GP                              | Amal GP                             | Amal GP                             |
| Ontsteking             | BTH-racemagneet                     | BTH-racemagneet                     | BTH-racemagneet                     | BTH-racemagneet                     | BTH-racemagneet                     | Lucas-racemagneet                   | Lucas-racemagneet                   | Lucas-racemagneet                   | Lucas-racemagneet                    | Lucas-racemagneet                   | Lucas-racemagneet                   |
| Smeersysteem           | Dry-sumpsysteem                     | Dry-sumpsysteem                     | Dry-sumpsysteem                     | Dry-sumpsysteem                     | Dry-sumpsysteem                     | Dry-sumpsysteem                     | Dry-sumpsysteem                     | Dry-sumpsysteem                     | Dry-sumpsysteem                      | Dry-sumpsysteem                     | Dry-sumpsysteem                     |
| Compressieverhouding   | 9:1                                 | 9:1                                 | 9:1                                 | 9:1                                 | 9:1                                 | 9:1                                 | 9:1                                 | 9:1                                 | 9:1                                  | 10:1, vanaf 1961: 11:1              | 11:1                                |
| Max. Vermogen          | ca. 27 pk                           | ca. 27 pk                           | 29,5 pk bij 6.800 tpm               | 29,5 pk bij 6.800 tpm               | 29,5 pk bij 6.800 tpm               | 36 pk bij 7.200 tpm                 | 36 pk bij 7.200 tpm                 | 36 pk bij 7.200 tpm                 | Onbekend                             | 36 pk bij 7.200 tpm                 | 36 pk bij 7.200 tpm                 |
| Primaire aandrijving   | Ketting                             | Ketting                             | Ketting                             | Ketting                             | Ketting                             | Ketting                             | Ketting                             | Ketting                             | Ketting                              | Ketting                             | Ketting                             |
| Koppeling              | Meervoudige droge plaat             | Meervoudige droge plaat             | Meervoudige droge plaat             | Meervoudige droge plaat             | Meervoudige droge plaat             | Meervoudige droge plaat             | Meervoudige droge plaat             | Meervoudige droge plaat             | Meervoudige droge plaat              | Meervoudige droge plaat             | Meervoudige droge plaat             |
| Versnellingen          | 4                                   | 4                                   | 4                                   | 4                                   | 4                                   | 4                                   | 4                                   | 4                                   | 5                                    | 4                                   | 4                                   |
| Secundaire aandrijving | Ketting                             | Ketting                             | Ketting                             | Ketting                             | Ketting                             | Ketting                             | Ketting                             | Ketting                             | Ketting                              | Ketting                             | Ketting                             |
| Rijwielgedeelte        | Semi-dubbel wiegframe (Garden gate) | Semi-dubbel wiegframe (Garden gate) | Semi-dubbel wiegframe (Garden gate) | Dubbel wiegframe (Featherbed)       | Dubbel wiegframe (Featherbed)       | Dubbel wiegframe (lateraal)         | Dubbel wiegframe (Featherbed)       | Dubbel wiegframe (Featherbed)       | Brugframe                            | Dubbel wiegframe (Featherbed)       | Dubbel wiegframe (Lowboy)           |
| Voorvork               | Norton Roadholder                   | Norton Roadholder                   | Norton Roadholder                   | Norton Roadholder                   | Norton Roadholder                   | Norton Roadholder                   | Norton Roadholder                   | Norton Roadholder                   | Norton Roadholder                    | Norton Roadholder                   | Norton Roadholder                   |
| Achtervork             | Plunjervering                       | Plunjervering                       | Plunjervering                       | Swingarm                            | Swingarm                            | Swingarm                            | Swingarm                            | Swingarm                            | Swingarm                             | Swingarm                            | Swingarm                            |
| Voorrem                | Trommelrem                          | Trommelrem                          | Trommelrem                          | Trommelrem                          | Trommelrem                          | Trommelrem                          | Trommelrem                          | Trommelrem                          | Trommelrem                           | Trommelrem                          | Trommelrem                          |
| Achterrem              | Trommelrem                          | Trommelrem                          | Trommelrem                          | Trommelrem                          | Trommelrem                          | Trommelrem                          | Trommelrem                          | Trommelrem                          | Trommelrem                           | Trommelrem                          | Trommelrem                          |
| Tankinhoud             | 17 liter                            | 17 liter                            | 19 liter                            | 19 liter                            | 19 liter                            | Onbekend                            | 19 liter                            | 19 liter                            | Onbekend                             | 19 liter                            | Onbekend                            |
| Droog gewicht          | Onbekend                            | Onbekend                            | Onbekend                            | Onbekend                            | Onbekend                            | Onbekend                            | Onbekend                            | Onbekend                            | Onbekend                             | 139 kg                              | Low Boy 350                         |
| Voorganger             | International Model 40              | International Model 40 MGP          | 40M Manx                            | 40M Manx                            | 40M Manx                            | 40M Manx                            | 40M Manx                            | 40M Manx                            | 40M Manx                             | 40M Manx                            | 40M Manx                            |
| Opvolger               | Geen                                | Geen                                | Geen                                | Geen                                | Geen                                | Geen                                | Geen                                | Geen                                | Geen                                 | Geen                                | Geen                                |